# El Mazra‘a
El Mazra‘a (hebreiska: אל מזרעה, El Mazra’a) är en ort i Israel.   Den ligger i distriktet Norra distriktet, i den norra delen av landet. El Mazra‘a ligger 28 meter över havet och antalet invånare är 3 900.
Terrängen runt El Mazra‘a är platt söderut, men åt nordost är den kuperad. Havet är nära El Mazra‘a västerut.Runt El Mazra‘a är det ganska tätbefolkat, med 90 invånare per kvadratkilometer. Närmaste större samhälle är Nahariya, 3,1 km norr om El Mazra‘a. Trakten runt El Mazra‘a består till största delen av jordbruksmark.